# Wintersun: Tour Edition
Wintersun: Tour Edition – pierwsze DVD fińskiego zespołu Wintersun. Oprócz koncertu zespołu Live at Summer Breeze 2005 zawiera także cały pierwszy album zespołu: Wintersun.

## Spis utworów

### CD
1. "Beyond the Dark Sun" – 2:38
2. "Winter Madness" – 5:08
3. "Sleeping Stars" – 5:41
4. "Battle Against Time" – 7:03
5. "Death and the Healing" – 7:13
6. "Starchild" – 7:54
7. "Beautiful Death" – 8:16
8. "Sadness and Hate" – 10:16

### DVD
1. "Beyond the Dark Sun" – 05:01
2. "Battle Against Time" – 07:50
3. "Sleeping Stars" – 07:18
4. "Beautiful Death" – 08:46
5. "Death and the Healing" – 08:21
6. "Winter Madness" – 06:59